# Baga de la Corona
La Baga de la Corona és una obaga del terme municipal de Sant Quirze Safaja, a la comarca del Moianès. És a la part central-meridional del terme municipal, a llevant de la masia de la Corona, a l'esquerra del torrent de l'Espluga. És en el vessant nord-oest de la carena de la Serra de la Codina, on hi ha el Camp de l'Escopeter.